# Myiagra ruficollis
Monarca-de-bico-largo ou papa-moscas-de-bico-largo (Myiagra ruficollis) é uma espécie de ave da família Monarchidae.
Pode ser encontrada nos seguintes países: Austrália, Indonésia e Papua-Nova Guiné.
Os seus habitats naturais são: florestas subtropicais ou tropicais húmidas de baixa altitude, florestas de mangal tropicais ou subtropicais e regiões subtropicais ou tropicais húmidas de alta altitude.